# Ivana Jakupčević
Ivana Jakupčević (Zagreb, Iugoslávia, 10 de abril de 1977) é uma ex-patinadora artística croata. Ela disputou os Jogos Olímpicos de Inverno de 1998 em Nagano, onde terminou na 25.ª posição.
Atualmente é treinadora e coreógrafa da patinadora croata Mirna Librić.

## Principais resultados
| Resultados                                                            | Resultados       | Resultados    | Resultados    | Resultados    | Resultados    | Resultados    | Resultados    | Resultados    | Resultados    | Resultados    | Resultados    | Resultados    |
| Internacional                                                         | Internacional    | Internacional | Internacional | Internacional | Internacional | Internacional | Internacional | Internacional | Internacional | Internacional | Internacional | Internacional |
| Evento/Temporada                                                      | 1992– 1993       | 1993– 1994    | 1994– 1995    | 1995– 1996    | 1996– 1997    | 1997– 1998    | 1998– 1999    | 1999– 2000    | 2000– 2001    |               |               |               |
| --------------------------------------------------------------------- | ---------------- | ------------- | ------------- | ------------- | ------------- | ------------- | ------------- | ------------- | ------------- | ------------- | ------------- | ------------- |
| Jogos Olímpicos                                                       |                  |               |               |               |               | 25.ª          |               |               |               |               |               |               |
| Campeonato Mundial                                                    |                  |               | 29.ª          | 29.ª          | 29.ª          | 31.ª          |               | 23.ª          |               |               |               |               |
| Campeonato Europeu                                                    |                  |               | 25.ª          | 28.ª          | 29.ª          | 19.ª          |               |               |               |               |               |               |
| Golden Spin of Zagreb                                                 | Medalha de prata |               |               |               |               | 5.ª           | WD            |               |               |               |               |               |
| Karl Schäfer Memorial                                                 |                  | 12.ª          |               |               |               | 14.ª          |               |               |               |               |               |               |
| Ondrej Nepela Memorial                                                |                  |               |               |               | 14.ª          | 4.ª           |               |               |               |               |               |               |
| Universíada                                                           |                  |               |               |               |               |               |               |               | WD            |               |               |               |
|                                                                       |                  |               |               |               |               |               |               |               |               |               |               |               |
| Legenda: WD = Abandonou; Competição não foi disputada nesta temporada |                  |               |               |               |               |               |               |               |               |               |               |               |